# Z111
Предприятие Z111 (вьет. Nhà máy Z111) — государственное предприятие военно-промышленного комплекса Вьетнама в городе Тханьхоа (провинция Тханьхоа), которое осуществляет ремонт, модернизацию и производство стрелкового оружия и иного военного имущества для обеспечения потребностей вооружённых сил Вьетнама.

## История
Предприятие было создано в 1957 году.
За вклад в укрепление обороноспособности страны во время Вьетнамской войны, в 1970 году завод был награждён Золотой звездой Героя Народных Вооружённых сил Демократической республики Вьетнам. В 2012 году за достижения в области науки и техники завод был награждён премией имени Хо Ши Мина.
Основным направлением деятельности предприятия является ремонт стрелкового оружия.
В январе 2014 года был заключён контракт с израильским концерном «Israel Weapon Industries» на создание во Вьетнаме производства 7,62-мм автоматов Galil ACE (Galil ACE 31 и Galil ACE 32), которое было развёрнуто на заводе Z111.
В 2014 и 2015 годы завод ремонтировал пистолеты «тип 54» (ТТ производства КНР, которые приняты на вооружение во Вьетнаме под наименованием К54), советские 7,62-мм пулемёты ПКМ и ПКМС, а также автоматы Калашникова и 12,7-мм пулемёты НСВ.
В апреле 2015 года завод освоил производство станкового пулемёта ПКМС.
В сентябре 2015 года стало известно о разработке автомата STL-1A (который представляет собой вариант модернизации автомата АКМ до уровня АК-103).
В начале ноября 2018 года на оружейной выставке «Indo Defence 2018» в Джакарте (Индонезия) заводом Z111 были представлены пистолеты ТТ вьетнамского производства, 9-мм пистолет SN9S (пистолет Макарова вьетнамского производства), 9-мм пистолет-пулемёт SN9NP (модернизированный заводом российский ПП-19 «Бизон», оснащённый складным металлическим прикладом от Galil ACE), модернизированные до уровня STL-1A автоматы Калашникова, 12,7-мм снайперская винтовка SBT12M1 (российская винтовка КСВК вьетнамского производства), а также 40-мм подствольный гранатомёт T-40 (М203 вьетнамского производства), которые предложены на экспорт.
В 2020 году завод Z111 освоил выпуск 7,62-мм автомата STV-380 и его компактной версии — автомата STV-215 (со стволом длиной 215 мм).